# Spilopera anomala
Spilopera anomala là một loài bướm đêm trong họ Geometridae.